# 四部叢刊
《四部丛刊》，由张元济主编，主要收集了中國古代主要经史著作、诸子百家代表作、历朝著名学者文人的别集。所谓“四部”，即将书籍按照中国古代的图书分类法分成经、史、子、集四大类别，而丛刊是指丛书。清政府灭亡之后，《四部丛刊》作为一个小型的《四库全书》，在当时的目录学界起主导作用。 从1922年到抗战爆发为止，《四部丛刊》共出了初编、续编、三编，共502种书，分装成3,100多册。是二十世纪初期中国新出版规模最大的丛书。

## 編纂

### 初編
張元濟早於1915年已經有計劃要出版一套叢書。在其寫給傅增湘的書信中記及，「本館擬印舊書，以應世用，擬定名《四部備要》」，當時商務印書館已經為此選出了一些集部書籍，並希望傅增湘協助審閱。其後，在孫毓修的建議之下，才更名為《四部叢刊》。
當時，商務印書館內部對於《四部叢刊》應該以哪一種作底本出版有所爭議。一方認為，《四部叢刊》應該使用宋、元、明的刊本石印出版，為「善本派」；另一方認為應該以學者的注解本鉛字出版，如《墨子》應該以孫詒讓的《墨子閒詁》作出版等，為「实用派」。雙方爭論了五六個月，最後決定以善本形式出版。茅盾指，「實用派」被說服的主要原因有兩點：其一，有能力購買《四部叢刊》都是有錢的商人、軍閥、書香世家和少數幾個大學圖書館，而一般普通人買不起，而他們也已經有了通行本，不需另購鉛字本。其二，以注解本鉛字出版的話需要人手校對，增加《四部叢刊》的成本。
《四部叢刊》中的大部份底本都是來自於商務印書館涵芬樓的藏書，以及是江南圖書館和一些藏書家。據統計，《四部叢刊》中323部書籍中有144部來自於自社涵芬樓的藏書、江南圖書館有42部、瞿氏鐵琴銅劍樓有25部。:37
1919年底，《四部叢刊》開始印刷。於1922年底出版，收書323部，8548卷，計2010冊，售出了一千五百部左右。

### 再版
1924年，中華書局出版了《四部備要》，選取了經史子集中常用的書籍出版。因兩者同樣都追求實用，因此大部份的書目都有所重覆，形成競爭。因此，雖然商務印書局在當時已經計劃出版續編，商務印書局決定壓後續編的計劃，改為對《四部叢刊》作改版重印，於1926年出版，並定名為《四部叢刊初編》。是次出版在1922年版的《四部叢刊》上對於22種書籍使用了更佳的版本，並補齊了六種書籍的缺頁。
當中，《四部叢刊》再版增訂的材料主要自於涵芬樓新收的書籍，當中烏程蔣氏「傳書堂」是當中的一部分。1925年，蔣汝藻生意失敗，將書籍典押給了浙江興業銀行。典當期滿之後，蔣氏無力贖回。1926年初，張元濟從葉景葵中得知蔣氏書籍打算出售，於是便向商務印書館總務處會議提出收購蔣氏的書籍。他指，「如能將蔣書收入，則《四部叢刊》續編基礎已立，再向外補湊若干，便可印行」，並得到准許。:50-51
1926年8月，中華書局推出了《四部備要》五集預約。一個月後，商務印書局推出了《四部叢刊》預約，兩者在當時的《申報》打起了廣告戰。《四部叢刊初編》大約售出了九百部左右。:51-58

### 續編、三編
1921年，在《四部叢刊》初次出版間，王國維對於《四部叢刊》初編提出了一些建議，並開列了一些建議的書目給張元濟。:601926年，張元濟表達了他希望出版《四部叢刊續編》的希望，「鄙意久思再出《四部叢刊續編》，留心數年，無如好極不易得」，並開始計劃續編的書目。1932年，於一·二八事變中日軍轟炸了商務印書館，涵芬樓被毀，幾乎所有書籍都毀於戰火中，前功盡廢。
張元濟本來計劃以涵芬樓所收集的善本作為基礎，出版成一部和初編相仿的叢書。但因藏書多毀於戰火，張元濟只好改為出版一套規模較小的續編。《續編》和《三編》的書籍主要是來自於鐵琴銅劍樓的藏書。:64-67
1934年，《四部叢刊》續編出版，收錄了75種書籍，分裝成500冊。1935年，《續編》的第二期書籍改稱為《三編》，於1935年10月開始發售預約，1936年7月出齊。:64

## 評價
1920年，日本漢學家神田喜一郎在《支那學》第一卷第四號撰《論《四部叢刊》之選擇底本》，對於《四部叢刊》有簡單的介紹。同時，其就當時的預定書目而言，指《四部叢刊》的部份書籍所選版本並非他所見最佳版本。武內義雄在同號中指，四部叢刊研求精細，不以時代之先後作收錄的唯一標准，而是在各版本中取版本正確者。再加上其以石印的方式出版，基本上原書上有誤之外，不會產生新的錯誤，因此四部叢刊是超越前人的一部叢書。
葉德輝同意神田喜一郎的批評，指四部叢刊確有底本選擇不精之處。他指，商務印書館不願意花費過多的時間在借影古籍之上，使四部叢刊在版本上有所缺失，非完美之作。但同時，他也認可四部叢刊的價值，指其收錄諸多前人未見之本，古本舊注，實有益於學術。